# 永井陽之助
永井 陽之助（ながい ようのすけ、1924年9月9日 - 2008年12月30日）は、日本の政治学者。学位は法学博士（北海道大学）、東京工業大学・青山学院大学名誉教授。戦後日本を代表するリアリズム国際政治学者として有名。

## 人物
東京出身。旧制福島県立安積中学校（現・福島県立安積高等学校）を経て、1945年 第二高等学校文科乙類卒業、1950年 東京大学法学部政治学科卒業。
東京大学では堀豊彦に師事。当初は政治意識の研究など、政治学・政治理論研究にその重点を置いていたが、ハーヴァード大学での在外研究中にキューバ危機という米ソ二大国間のパワー・ポリティクスを目の当たりにし、強い衝撃を受ける。
一方で、依然として日本国内ではそのような権力政治的要素を等閑視し、イデオロギーに規定される形で国際問題についての硬直化した議論が行なわれていることに不満を感じたことから、国際政治に関する研究・評論を開始、『中央公論』1965年5月号に発表した「米国の戦争観と毛沢東の挑戦」で論壇にデビューする。同時期に論壇に登場した高坂正堯とともに、現実主義の立場から日本外交を論じた。
核時代の権力政治という状況への注目から、いわゆる非武装中立主義だけでなくタカ派に対しても批判的であり、1980年代前半の米ソが厳しい対立状態にあった「新冷戦」期には、岡崎久彦らを軍事力を行使可能な手段として過大視する「軍事的リアリスト」として批判、一方で軽武装・経済重視の戦後日本外交を「吉田ドクトリン」と名づけ高く評価し、岡崎との間に「政治的リアリスト―軍事的リアリスト」論争を展開した。
永井の評論活動は三島由紀夫、福田恆存などからも高い評価を受けていた。福田恆存は『平和の代償』を「論壇のバラバラ事件」と称している（竹内洋によれば、戦後の進歩的文化人の思惟構造をバラバラにしたという意味である）。また菅直人は大学時代に永井の影響を受け、自らの所信表明演説でも言及している。
1967年、「日本外交における拘束と選択」（『中央公論』掲載、『平和の代償』収録）で第2回吉野作造賞を受賞。1984年、『文藝春秋』に連載した『現代と戦略』で文藝春秋読者賞を受賞。1984年から1986年まで日本国際政治学会理事長を務めた。
青山学院大学時代の門下生に、林正義（東京大学教授）や中山俊宏（慶應義塾大学教授）がいる。

## 略歴
- 東京大学法学部助手（1950年4月-1953年3月）
- 北海道大学法経学部専任講師（1953年4月-1953年7月）
- 北海道大学法学部助教授（1953年9月-1960年6月）
- 北海道大学法学部教授（1960年7月-1966年9月）
- 東京工業大学理工学部教授（1966年10月-1967年5月）
- 東京工業大学工学部教授（1967年6月-1985年3月）
- 青山学院大学国際政治経済学部教授（1985年4月-2000年3月）

1962年、法学博士の学位を北海道大学より授与される。また、ハーヴァード大学訪問研究員として二回訪米（1962年9月-1964年3月、1982年9月-1983年9月）。

## 著書

### 単著
- 『平和の代償』（中央公論社〈中公叢書〉, 1967年、改版1986年／中公クラシックス, 2012年）
- 『政治意識の研究』（岩波書店, 1971年）
- 『柔構造社会と暴力』（中公叢書, 1971年）
- 『多極世界の構造』（中公叢書, 1973年）
- 『冷戦の起源――戦後アジアの国際環境』（中央公論社〈叢書国際環境〉, 1978年／中公クラシックス（I・II）, 2013年）
- 『時間の政治学』（中公叢書, 1979年）
- 『現代と戦略』（文藝春秋, 1985年）
  - 『新編 現代と戦略』（中公文庫, 2016年） 解説・中本義彦 - 以下は電子書籍も刊行
  - 『歴史と戦略』（中公文庫, 2016年） 解説・中本義彦。第二部を再編
- 『永井陽之助国際政治論集Ⅰ 1965-1972』（中央公論新社, 2024年） 解説・中本義彦。全11篇
- 『永井陽之助国際政治論集Ⅱ 1973-1987』（中央公論新社, 2024年） 解説・中西寛。全14篇

### 編著
- 『現代人の思想（16） 政治的人間』（平凡社, 1967年）
- 『20世紀の遺産』（文藝春秋, 1985年）

### 共編著
- （岡路市郎）『北海道』（中央公論社, 1962年）
- （篠原一）『現代政治学入門』（有斐閣, 1965年、第2版1984年）
- （会田雄次・市村真一・宇野精一）『現代人のための名著』（講談社現代新書, 1968年）
- （衛藤瀋吉）『講座日本の将来（3）世界の中の日本――安全保障の構想』（潮出版社, 1969年）
- （斎藤眞・山本満）『戦後資料・日米関係』（日本評論社, 1970年）
- （神谷不二）『日米経済関係の政治的構造』（日本国際問題研究所, 1972年）
- （ヘンリー・ロソフスキー）『認識と展望・日米コミュニケーション・ギャップ――対日イメージ・対米イメージ』（サイマル出版会, 1973年）
- （入江昭）The Origins of the Cold War in Asia, co-edited with Akira Iriye, (Columbia University Press, 1977). - 英文共編著
- （土山實男）『秩序と混沌――冷戦後の世界』（人間の科学社, 1993年）

### 訳書
- H・D・ラスウェル『権力と人間』（東京創元社, 1954年、新版「現代社会科学叢書」, 1985年）
- T・D・ウェルドン『政治の論理』（紀伊國屋書店, 1957年、新版1968年）
- D・リースマン『政治について』（みすず書房, 1968年）
- D・リースマン『二十世紀と私』（中公新書, 1982年）